# Engelskrieger
 (janvier 2018).
Albums de Subway to Sally
Herzblut
(2001) Nord Nord Ost
(2005)
Singles
1. Falscher Heiland
Sortie : 17 février 2003
2. Unsterblich
Sortie : 23 septembre 2003

Engelskrieger est le septième album studio du groupe de folk metal allemand Subway to Sally, sorti en 2003.
Commercialement, l'album est une réussite pour le groupe, se plaçant en 9e position des classements d'albums allemands, son meilleur succès jusqu'alors.

## Liste des titres
Toutes les chansons sont écrites et composées par Michael Boden (Bodenski) et Ingo Hampf.
| 1.    | Geist des Kriegers      | 3:43 |
| 2.    | Falscher Heiland        | 4:05 |
| 3.    | Unsterblich             | 3:43 |
| 4.    | Kleine Schwester        | 4:02 |
| 5.    | Abendlied               | 3:15 |
| 6.    | Narben                  | 4:30 |
| 7.    | 2000 Meilen unterm Meer | 4:42 |
| 8.    | Knochenschiff           | 3:44 |
| 9.    | Wolfstraum              | 3:57 |
| 10.   | Verloren                | 3:12 |
| 11.   | Abendland               | 6:48 |
| 45:42 |                         |      |

## Crédits
| - Ingo Hampf : guitare électrique, luth - Michael Boden (Bodenski) : guitare acoustique, vielle à roue, chant - Michael Simon : guitare acoustique, chœurs - Silvio "Sugar Ray" Runge : basse - David Pätsch : batterie - Frau Schmidt : violon, alto - Eric Fish : chalemie, cornemuse, chant - Dorothea Wolff : violoncelle (invité) | - Production : Aino Laos, Ralph Quick - Mastering : Stephen Marcussen - Enregistrement (assistant) : Sanne Roslev - Mixage (assistant) : Marc Tittmann - Programmation (additionnel) : Josef Bach - Photographie : Joerg Grosse Geldermann |